# Vughtse Lunetten
De Vughtse Lunetten zijn een verzameling van acht verdedigingswerken rondom de Noord-Brabantse plaats Vught. Een lunet is een klein vestingwerk als onderdeel van een grotere linie. De lunetten van Vught werden gebouwd tussen 1844 en 1848 als voorposten van Fort Isabella vanuit defensiepolitiek van koning Willem II. Deze defensiepolitiek werd binnen twintig jaar na voltooiing van de lunetten weer gestopt. In 1874 werd besloten om ze te laten voortbestaan ondanks de opheffing van de Stelling 's-Hertogenbosch. Van de oorspronkelijk acht lunetten zijn er een viertal volledig behouden en is één lunet (VII) volledig verdwenen. De overige drie zijn in een meer of mindere mate aangetast door woningbouw.

## Aanleiding
Na de Tachtigjarige Oorlog en het daaropvolgende rampjaar van 1672 gaven de Staten-Generaal in 1697 opdracht aan Menno van Coehoorn om voorstellen te doen tot de vorming en aanleg van verdedigingslinies in de meest bedreigde delen van Nederland. Daarbij werd 's-Hertogenbosch opgenomen in het Zuidelijk Frontier, een nieuw verdedigingsconcept, waarin voor het eerst grote linies moesten voorzien in bescherming tegen vijandelijke invallen. Tijdens de Belgische Revolutie in 1830 waarbij België onafhankelijk werd van het Verenigd Koninkrijk der Nederlanden, werden op de lijn Cromvoirt - Helvoirt - Esch een aantal voorwerken gebouwd op 2 tot 3 kilometer van Fort Isabella.
Na de onafhankelijkheid van België zijn deze in 1844 vervangen door de lunetten in Vught. Bouwvallige muren werden hersteld, aarden wallen opgeworpen en langs de noord- en zuidwal werden bomvrije ruimtes gemaakt. Op de Vughtse Heide werden in opdracht van Koning Willem II ter verdediging van de vesting 's-Hertogenbosch acht lunetten aangelegd. De bedoeling van deze lunetten was om potentiële aanvallers tegen te houden op posities die zouden voorkomen dat kanonnen de stad zouden kunnen treffen. Achter de lunetten werd de heide gebruikt voor een groot tentenkamp, de legerplaats Willem II.

## De acht lunetten
- Lunet I: Vughtse Heide, bij het Nationaal Monument Kamp Vught, monumentnummer: 38168.
- Lunet II: Vughtse Heide, monumentnummer: 38168. Op dit Lunet ligt de Fusilladeplaats, monumentnummer 525897. De gracht van het tweede lunet in Vught was in 1629 de brede gracht aan de buitenkant van de Circumvallatielinie van het beleg van 's-Hertogenbosch.
- Lunet III: Vughtse Heide, bij de Loonsebaan, monumentnummer: 38168.
- Lunet IV: Aan de Bréautélaan en Helvoirtseweg met Villa 'De Oude Schans', De Bréautélaan 2 en 4, monumentnummer: 38170.
- Lunet V: Rond de Heilig Hartkerk en het naburige kerkhof.
- Lunet VI: Wijk Zonneheuvel met onder andere gracht aan de Wilhelminasingel.
- Lunet VII: Achter de Glorieuxlaan. Geheel verdwenen.
- Lunet VIII: Tussen Villa Elsa, Sint-Michielsgestelseweg 3 en veerhuis 't Vaantje aan de overzijde van de Dommel, monumentnummer: 38169. Dit lunet ligt op privéterrein en wordt doorsneden door de Pestdijk die rond 1666 werd aangelegd om het verkeer van Boxtel naar 's-Hertogenbosch om Vught heen te leiden waar toen de pest heerste. De Pestdijk voert door de lunet en verder langs de Dommel naar kasteel Maurick.

## De lunetten toen en nu
Door woningbouw zijn de lunetten V, VI en VII deels of geheel verdwenen. De lunetten I, II, III, en VIII zijn in 1973 en lunet IV in 1982 tot Rijksmonument verklaard. De lunetten I, II en III zijn nog intact. Lunet IV en V zijn nog herkenbaar en deels intact. Lunet VI is enigszins herkenbaar maar volledig bebouwd, lunet VII is verdwenen en lunet VIII is vrijwel niet meer herkenbaar. Op onderstaande afbeeldingen staan de lunetten op een kaart uit 1866.

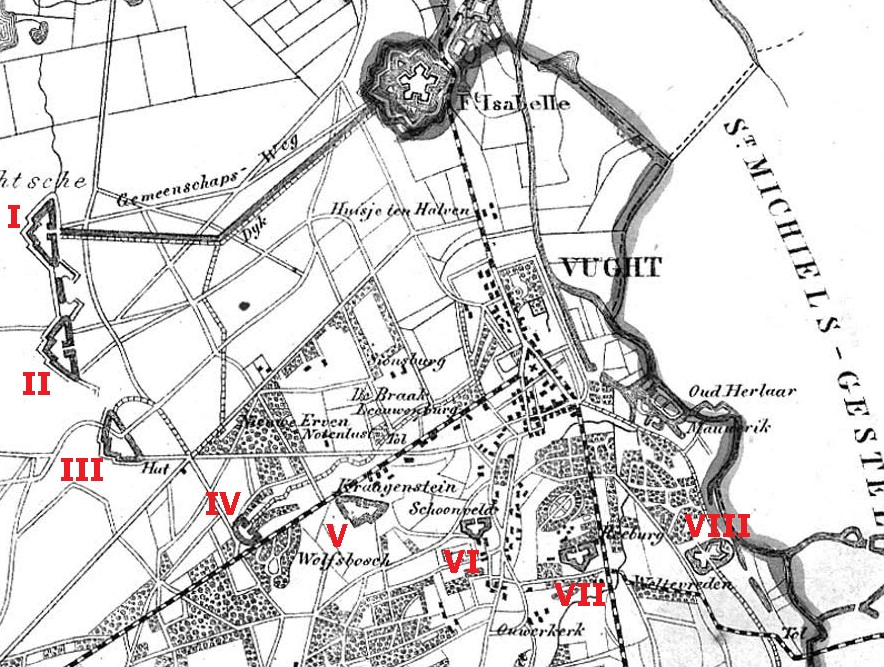
De nummering van de Lunetten in Vught